# Lanja Fritz
Trienssa Lanja Fritz (sinh năm 1995), hay Lanja Fritz là một vận động viên chạy nước rút người Nauru.

## Sự nghiệp
Fritz đã thi đấu như một vận động viên chạy nước rút trong Nauru và quốc tế. Cô bắt đầu thi đấu khi còn là thiếu niên và năm 2008 đại diện cho Nauru trong Đại hội Thể thao học đường Thái Bình Dương ở Canberra.
Trong Đại hội Thể thao quốc gia Nauru năm 2009, cô đã giành được huy chương vàng trong 60 mét.
Cô đã tham dự một số Giải vô địch Châu Đại Dương bao gồm năm 2009 (Gold Coast, 200 mét, xếp thứ 11 và 100 mét, xếp thứ 27), 2014 (Rarotonga, trong 200 mét, đặt thứ 10), và 2015 (Cairns, 100 mét, đặt thứ 14).
Trong Thế vận hội Micronesian 2014, ở Palikir, Liên bang Micronesia, cô đã giành huy chương vàng trong cuộc đua nước rút 100 mét và huy chương bạc trong cuộc đua nước rút 200 mét. Sau những chiến thắng này, cô được chính phủ Nauru công nhận về thành tích trong môn điền kinh.
Tại Coral Coast Track & Field Carnival ở Cairns, cô đã giành được huy chương bạc trong 100 mét.
Vào tháng 7 năm 2015, Frizt chuyển đến Cairns và tham gia Câu lạc bộ điền kinh Cairns, nơi cô thường xuyên tập luyện.
Fritz có trình độ là một giảng viên huấn luyện và từ năm 2016, cô đã làm việc như một sĩ quan phát triển với Hiệp hội điền kinh Nauru.

## Cuộc sống cá nhân
Năm 2016, Fritz kết hôn với vận động viên đồng nghiệp, Siologa Viliamu Sepa, đến từ Samoa.